# Тимчасовий робітничо-селянський уряд України
Тимчасовий робітничо-селянський уряд України — другий уряд радянської України, проголошений 28 листопада 1918 р. в Курську, створений на підвалинах ВЦВРК для політичного завуалювання військової інтервенції РСФРР проти УНР. Маріонетковий уряд очолював Юрій П'ятаков, до складу входили здебільше не українці, а сам він одразу ж переїхав до Суджі. У своєму Маніфесті від 29 листопада оголошено про повалення влади гетьмана і поновлення радянської влади, скасування всіх законів, наказів і договорів як гетьмана та його уряду, так і Центральної Ради, закликав до боротьби проти Директорії.

## Створення Української СРР

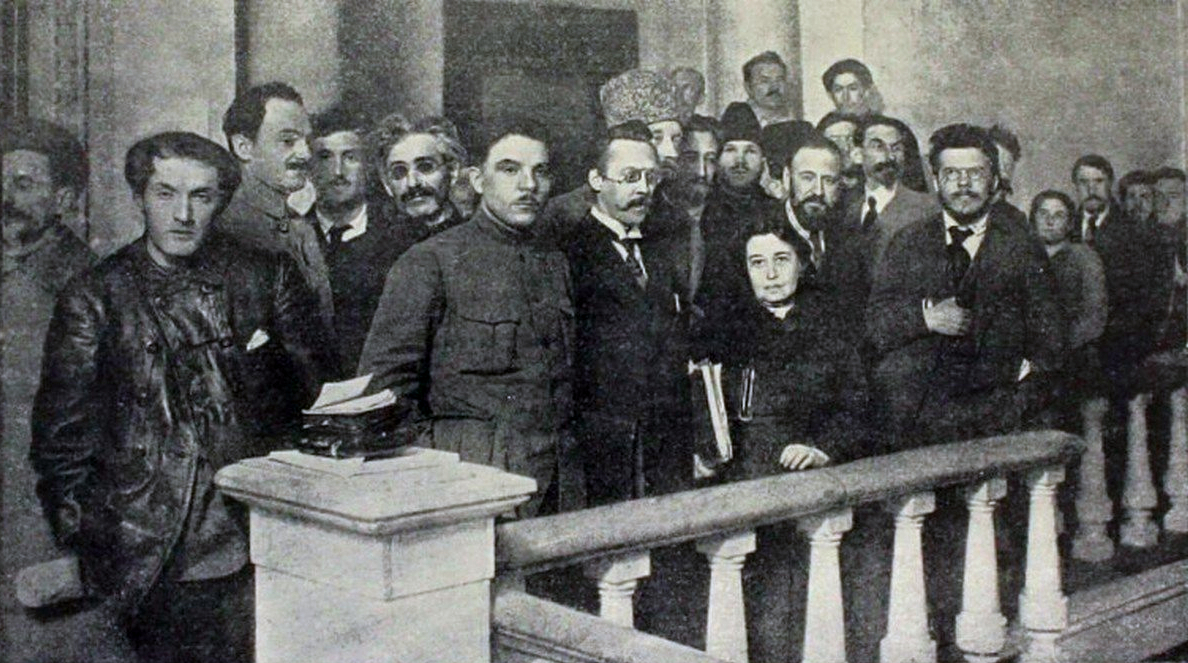
Тимчасовий робітничо-селянський уряд України, 1919 р. Зліва направо: Олександр Хмельницький, Мойсей Рухимович, Мойсей Грановський, Володимир Юдовський, Климент Ворошилов, Володимир Мещеряков, Микола Подвойський, Анжеліка Балабанова, Християн Раковський, Микола Скрипник, Володимир Затонський.

Тимчасовий робітниче-селянський уряд України (ТРСУУ) був утворений за вказівкою ЦК РКП(б) 28 листопада 1918 р. у Курську і того ж дня було вирішено, що місцем його перебування має бути місто Суджа. У протоколі першого засідання були зазначені присутні: Антонов, Артем, Затонський, Квірінг та П'ятаков.
З аналізу протоколів Тимчасового робітничо-селянського уряду України випливає, що Суджа майже місяць була столицею Радянської України (з 29 листопада до 27 грудня 1918 р.). Від 27 грудня 1918 р. до початку січня 1919 року уряд перебував у Білгороді.
3 січня 1919 року радянське військо окупувало Харків, де й невдовзі опинився цей уряд. 6 січня 1919 р. Тимчасовий робітничо-селянський уряд відмовився від визначеної Центральною Радою назви — УНР. Нова офіційна назва держави відтоді встановлювалася за аналогією з радянською Росією — Українська Соціалістична Радянська Республіка (УСРР) . Такий порядок слів залишався аж до 1936 р., коли поміняно порядок слів «соціалістична» та «радянська».
З встановленням радянської влади Тимчасовий уряд видав 25 січня 1919 Декларацію, в якій розгорнув програму соціалістичного будівництва і порушив питання про об'єднання УСРР з РСФРР «на засадах радянської федерації». Фактично, пропозиція щодо створення оборонного союзу радянських республік була зроблена наступним складом уряду. 28 січня 1919 р. він втратив свій тимчасовий статус, його робота перейшла на постійну основу, відділи уряду на кшталт російських назвали народними комісаріатами, а сам уряд — Радою народних комісарів УСРР або скорочено РНК УСРР.
Перше засідання радянського уряду в Києві відбулося 23 березня 1919 р. Того дня головував нарком військових справ Микола Подвойський. Х. Раковський долучився до засідань уряду 26 березня. Вищі органи влади радянської України остаточно перебазувалася до головного міста республіки.

## Боротьба за владу
Тільки-но уряд опинився у Харкові, як одразу ж виникла запекла суперечка між групою «лівих» та «правих», тобто — між прихильниками П'ятакова і Артема навколо посади головнокомандуючого Української армії, яку обіймав Антонов-Овсієнко. На засіданні уряду було вирішено замінити його на Рухимовича, з одночасною ротацією членів Реввійськради Затонського і Артема на, відповідно, Ворошилова та Межлаука. Фактично ж виконувати подібне ніхто не збирався, але Затонського було переведено на посаду народного комісара освіти, а Артем, власне, був більш обтяжений внутрішньою боротьбою в уряді, ніж посадовими обов'язками. За відсутності лідерів тимчасово на посаді члена Реввійськради опинився комісар штабу Української армії Микола Вишневецький.
16 січня 1919 р. конфлікт спалахнув з новою силою: більшістю голосів уряд звільнив з посади «лівого» П'ятакова і обрав замість нього «правого» Артема. Але П'ятаков заявив, що він може передати посаду Артему лише після рішення ЦК РКП(б). Москва не підтримала жодної з груп, а поставила чільником Тимчасового робітничо-селянського уряду України Християна Раковського. Антонов-Овсієнко зберіг за собою посаду командуючого Українським фронтом в лавах РККА. Посади членів Реввійськради були запропоновані Щаденку та Коцюбинському, котрий позаяк був переобтяжений іншою роботою й до військових справ не втручався.
7 березня (23 лютого) 1919 за рішенням 3-го Всеукраїнського з'їзду рад перейменований на Робітничо-селянський уряд УСРР. 

## Склад робітничо-селянського уряду
В період з 28 листопада 1918 року по 29 січня 1919 року до складу Тимчасового Робітничо-Селянський Уряду України входили такі особи:
- Аверін Василь Кузьмич — відділ внутрішніх справ
- Блюмберг — в. о. завідувача відділу іноземної пропаганди
- Боголєпов Михайло Іванович — народний комісар (нарком) фінансів
- Власенко Степан Наумович — відділ іноземних справ; пізніше — заступник народного комісара (наркома) з внутрішніх справ
- Ворошилов Климент Єфремович
- Жарко Панас Михайлович — народний комісар (нарком) залізниць України
- Забара Тимофій Якович — в.о. завідувача відділу шляхів сполучення
- Затонський Володимир Петрович — комісар (нарком) народної освіти
- Земіт Фрідріх Андрійович — народний комісар (нарком) фінансів, народний комісар (нарком) продовольства
- Квірінг Емануїл Йонович — народно-господарський відділ та фінанси; Рада народного господарства
- Коцюбинський Юрій Михайлович
- Магідов Борис Йосипович — народний комісар (нарком) праці
- Межлаук Валерій Іванович — народний комісар (нарком) з військових справ
- Подвойський Микола Ілліч — народний комісар (нарком) з військових справ
- П'ятаков Юрій Леонідович — голова уряду, Рада народного господарства
- Раковський Християн Георгійович — голова уряду та народний комісар (нарком) з іноземних справ
- Рухимович Мойсей Львович — Рада народного господарства
- Сергєєв Федір Андрійович — відділ військових справ; пізніше — заступник голови уряду
- Хмельницький Олександр Ісакович
- Шліхтер Олександр Григорович — народний комісар (нарком) продовольства
- Шварц Ісаак Ізраїлевич — Всеукраїнська ЧК

## Посадові особи уряду
Для технічного забезпечення роботи уряду було затверджено склад посадових осіб, на яких покладались такі обов'язки:
- Кудрін Іван Михайлович — керуючий справами
- Грановський Мойсей Лазарович — секретар уряду, потім — керуючий справами
- Торговець Віктор Давидович — секретар уряду

## Виноски
1. 1 2  ЦДАВО України. Ф. 2. Оп.1. Спр. 14. Арк. 1—2. Незасвідчена копія. // Урядовий портал :: Уряди Української Радянської Соціалістичної Республіки - Документи. old.kmu.gov.ua. Архів оригіналу за 24 листопада 2021. Процитовано 24 листопада 2021. [Архівовано 2021-11-24 у Wayback Machine.]
2. ↑  Збірник постанов УРСР, 1919, № 1, ст. 1
3. 1 2 3  Геннадій Єфіменко. Міфи та факти про «першу столицю України». www.historians.in.ua. 28 березня 2014. Архів оригіналу за 24 листопада 2021. Процитовано 24 листопада 2021.
4. ↑  Збірник постанов УРСР, 1919, № 2, ст. 15
5. ↑  ЦДАГО України, ф. 5, оп. 5-1, сп. 52, лл. 138—139. Передрук
6. 1 2  ЦДАВО України, ф. 2, оп. 1, сп. 13, арк. 120—121. Оригінал
7. ↑  Збірник постанов УРСР, 1919, № 8, ст. 33
8. ↑  РДВА/ЦГАСА, ф. 103, оп. 1, сп. 89, арк. 3. Типографський друк
9. ↑  ЦДАВО України, ф. 2, оп 1, сп. 14, арк. 60. Засвідчена копія